# 博爾卡鄉 (尼亞姆茨縣)
47°11′N 25°46′E / 47.183°N 25.767°E
博爾卡鄉（羅馬尼亞語：Comuna Borca, Neamț），是羅馬尼亞的鄉份，位於該國東北部，由尼亞姆茨縣負責管轄，面積205平方公里，海拔高度611米，2007年人口6,597，人口密度每平方公里32人。

## 友好城市
- 法國 尼永斯